# Rhonex Kipruto
Rhonex Kipruto (né le 12 octobre 1999) est un athlète kényan, spécialiste des courses de fond, détenteur du record du monde du 10 km route depuis 2020 en 26 min 24 s.

## Biographie
Rhonex Kipruto devient champion du monde junior du 10 000 m le 11 juillet 2018 à Tampere, en Finlande, en améliorant au passage le record des championnats. Le 8 septembre, il remporte le Grand Prix de Prague en 26 min 46 s et réalise la deuxième meilleure performance mondiale de tous les temps sur 10 kilomètres.
Le 1er mai 2019, il devient recordman du monde U20 des 15 km au Puy-en-Velay. Le 30 mai, il remporte l'étape de la Ligue de diamant sur 10 000 mètres à Stockholm, en réalisant le temps de 26 min 50 s 16, nouveau record personnel.
Le 12 janvier 2020, Kipruto remporte le 10 km de Valence en 26 min 24 s et établit un nouveau record du monde sur la distance. Le 6 décembre de la même année, toujours à Valence, il termine troisième du semi-marathon derrière son compatriote Kibiwott Kandie et l'Ougandais Jacob Kiplimo en établissant la troisième meilleure performance mondiale de tous les temps en 57 min 49 s, dans une course qui voit quatre hommes passer pour la première fois sous la barre des 58 minutes.
Le 17 mai 2023, l'Unité d'intégrité de l'athlétisme décide de suspendre provisoirement l'athlète kényan, après avoir détecté l'utilisation d'une substance ou d'une méthode interdite grâce à son passeport biologique. Le 05 juin 2024, un comité disciplinaires l'échu de son record du monde du 10 kilomètres sur route masculin et le suspend pour six ans et lui retire la médaille de bronze des Championnats du monde d'athlétisme 2019,.

## Palmarès
| Date | Compétition                           | Lieu      | Résultat | Épreuve       | Temps            |
| ---- | ------------------------------------- | --------- | -------- | ------------- | ---------------- |
| 2018 | Championnats du monde juniors         | Tampere   | 1er      | 10 000 mètres | 27 min 21 s 08   |
| 2018 | Grand Prix de Prague                  | Prague    | 1er      | 10 kilomètres | 26 min 46 s      |
| 2019 | Ligue de diamant 2019 (Bauhaus-Galan) | Stockholm | 1er      | 10 000 mètres | 26 min 50 s 16   |
| 2020 | 10 kilomètres de Valence              | Valence   | 1er      | 10 kilomètres | 26 min 24 s (RM) |

## Records
| Épreuve       | Temps          | Lieu            | Date            | Type   |
| ------------- | -------------- | --------------- | --------------- | ------ |
| 3 000 mètres  | 7 min 48 s 08  | Cambridge       | 19 mai 2018     |        |
| 10 000 mètres | 26 min 50 s 16 | Stockholm       | 30 mai 2019     |        |
| 10 kilomètres | 26 min 24 s    | Valence         | 12 janvier 2020 |        |
| 15 kilomètres | 41 min 43 s    | Le Puy-en-Velay | 01 mai 2019     | WR U20 |